# NGC 2851
NGC 2851 је лентикуларна галаксија у сазвежђу Хидра која се налази на NGC листи објеката дубоког неба.
Деклинација објекта је - 16° 29' 43" а ректасцензија 9h 20m 30,3s. Привидна величина (магнитуда) објекта NGC 2851 износи 13,4 а фотографска магнитуда 14,4. NGC 2851 је још познат и под ознакама MCG -3-24-8, PGC 26422.